# Дьячево
Дья́чево — деревня в Кинешемском районе Ивановской области. Входит в Решемское сельское поселение.

## География
Деревня расположена в северо-восточной части Ивановской области, в зоне хвойно-широколиственных лесов, в пределах северо-восточной части Среднерусской возвышенности, в 1 км от правого берега реки Волга, на расстоянии примерно 17 километров (по прямой) к юго-востоку от города Кинешмы, административного центра района.

### Климат
Климат характеризуется как умеренно континентальный, с холодной многоснежной зимой и умеренно жарким влажным летом. Среднегодовая температура воздуха — 3,1 °C. Средняя температура воздуха самого холодного месяца (января) — −11,7 °C (абсолютный минимум — −45 °C), средняя температура самого тёплого (июля) — 18,2 °С (абсолютный максимум — 38 °C). Период с температурой воздуха выше 10 °C длится около 122 дней. Годовое количество атмосферных осадков — 595 мм, из которых 402 мм выпадает в период с апреля по октябрь.

## Население
| 2010 |
| ---- |
| 1407 |

## Инфраструктура
Санаторий «Решма». Построен в 1985—1986 году по инициативе Е. И. Чазова. Средняя образовательная школа, Дьячевский дом культуры, детский сад, АЗС. Планируется открытие поликлиники Медицинского центра «Решма».

## Русская Православная церковь
- Храм Покрова Пресвятой Богородицы.

## Транспорт
Автобусное сообщение с райцентром. Остановка общественного транспорта «Дом отдыха „Решма“».